# 2 Tone Records
2 Tone Records va ser un segell discogràfic anglès que va publicar majoritàriament música ska i reggae amb influència del punk rock i la cultura pop. Va ser fundat per Jerry Dammers de The Specials i amb el suport de Chrysalis Records.

## Història
Jerry Dammers va crear el segell discogràfic el 1979. Chrysalis havia volgut fitxar The Specials, però Dammers va organitzar un acord amb la discogràfica perquè Chrysalis Records financés quinze senzills a l'any i en publiqués deu com a mínim.
2 Tone Records va donar lloc a la música i el moviment cultural anomenat two-tone, que va ser popular entre els skinheads, els rude boys i alguns mods. El segell discogràfic va deixar de funcionar el 1986, tot i que «2 Tone» encara s'utilitza com a marca per a usos de catàleg posteriors. Amb 2 Tone Records van signar The Selecter, Madness i The Beat, però ambdós en van sortir al cap de dos anys havent publicat un únic treball, cosa inusual en la indústria discogràfica. Madness va signar amb Stiff Records i The Beat va aprofitar per crear el seu propi segell, Go Feet Records.
Tot i que 2 Tone Records es va identificar estretament amb la segona onada de l'ska, es van esmerçar esforços per ampliar la producció musical del segell, publicant enregistraments d'artistes com el cantautor Elvis Costello i la banda de funk The Higsons.
Dammers, amb l'ajuda d'Horace Panter i els dissenyadors gràfics John «Teflon» Sims i David Storey, van crear alguns dissenys que es convertirien en el centre d'atenció de 2 Tone Records. El logotip, per exemple, retrata un home amb un vestit negre, camisa blanca, corbata negra, barret pork pie, mitjons blancs i sabates negres. Anomenat «Walt Jabsco», el personatge de ficció es basava en una fotografia del músic Peter Tosh, un antic membre dels The Wailers. Walt va prendre el nom d'una camisa de bitlles estatunidenques que Dammers posseïa.